# Najwyższa stawka
Najwyższa stawka – amerykański dramat obyczajowy z 1982 roku.

## Główne role
- Diane Keaton - Faith Dunlap
- Albert Finney - George Dunlap
- Peter Weller - Frank Henderson
- Karen Allen - Sandy, dziewczyna George'a
- Viveka Davis - Jim Dunlap
- Dana Hill - Sherry Dunlap
- Tina Yothers - Molly Dunlap
- Tracey Gold - Marianne Dunlap

## Nagrody i nominacje
Złote Globy 1982
- Najlepszy aktor dramatyczny - Albert Finney (nominacja)
- Najlepsza aktorka dramatyczna - Diane Keaton (nominacja)

Nagrody BAFTA 1982
- Najlepszy aktor - Albert Finney (nominacja)